# 渡辺カナ
渡辺 カナ（わたなべ カナ、7月24日 - ）は、日本の漫画家。北海道北広島市出身。血液型O型。デビュー作は『つい目で追ってしまいました。』。

## 略歴
- 北海道千歳高等学校出身。
- 2010年 - 専門学校札幌マンガ・アニメ学院・マンガデザイン学科・コミックイラスト専攻在籍中に、第501回別マまんがスクールにて努力賞+ベスト賞を受賞（当時20歳）。受賞作である『つい目で追ってしまいました。』でデビューした[3][4][注 1]。

## 作品リスト

### 漫画作品
| 作品名                                            | 掲載誌                 | 出版社                                   | 掲載号                                                                           | 収録単行本                | 備考                                         |
| ------------------------------------------------- | ---------------------- | ---------------------------------------- | -------------------------------------------------------------------------------- | ------------------------- | -------------------------------------------- |
| つい目で追ってしまいました。                      | デラックスマーガレット | 集英社                                   | 2010年5月号                                                                      | マシカク・ロック          | デビュー作。読み切り作品。                   |
| さよなら さんかく                                 | 別冊マーガレット       | 集英社                                   | 2010年9月号                                                                      | マシカク・ロック          | デビュー第2作。読み切り作品。                |
| 君の空にふる夏の雨                                | 別冊マーガレットsister | 集英社                                   | 2010年10月増刊号                                                                 | ぼくらのゆくえは          | 読み切り作品。                               |
| となりのハナコさん                                | 別冊マーガレットsister | 集英社                                   | 2011年1月増刊号                                                                  | マシカク・ロック          | 読み切り作品。                               |
| マシカク・ロック                                  | 別冊マーガレット       | 集英社                                   | 2011年4月号 - 6月号                                                              | マシカク・ロック          | 短期連載作品。                               |
| ハロー・グッドバイ                                | 別冊マーガレットsister | 集英社                                   | 2011年9月増刊号                                                                  | 星屑クライベイビー        | 読み切り作品。                               |
| リリィは水の上。                                  | 別冊マーガレット       | 集英社                                   | 2011年11月号 別冊ふろく『別マex 学園祭』                                         | 星屑クライベイビー        | 読み切り作品。                               |
| 星屑クライベイビー                                | 別冊マーガレット       | 集英社                                   | 2012年3月号                                                                      | 星屑クライベイビー        | 読み切り作品。                               |
| デイ・ドリーム・ビリーバー                        | 別冊マーガレットsister | 集英社                                   | 2012年8月増刊号                                                                  | 星屑クライベイビー        | 読み切り作品。                               |
| 花と落雷                                          | 別冊マーガレット       | 集英社                                   | 2012年10月号 - 2013年5月号                                                       | 花と落雷                  | 連載作品。単行本全2巻。                      |
| 親友のミカミくん。                                | 別冊マーガレットsister | 集英社                                   | 2013年7月増刊号                                                                  | ぼくらのゆくえは          | 読み切り作品。                               |
| ぼくらのゆくえは                                  | 別冊マーガレット       | 集英社                                   | 2013年9月号                                                                      | ぼくらのゆくえは          | 読み切り作品。                               |
| ぼくらのゆくえは another side〜中野井駿一の場合〜 | non-no                 | 集英社                                   | 2013年10月号 別冊付録コミックノンノ                                              | ぼくらのゆくえは          | 読み切り作品。                               |
| そのごのゆくえは                                  | 別冊マーガレットsister | 集英社                                   | 2013年12月増刊号                                                                 | 『君とワンダーランド』1巻 | ショート読み切り作品。オールカラー。         |
| ステラとミルフイユ                                | 別冊マーガレット       | 集英社                                   | 2014年1月号 - 12月号                                                             | ステラとミルフイユ        | 連載作品。単行本全3巻。                      |
| 地球のオンナノコ                                  | 別冊マーガレットsister | 集英社                                   | 2015年5月増刊春号                                                                | ハンキー・ドリー 3巻      | 読み切り作品。                               |
| ハンキー・ドリー                                  | 別冊マーガレット       | 集英社                                   | 2015年11月号 - 2016年8月号（紙版）、2016年8月12日 - 12月13日（公式サイト上のみ） | ハンキー・ドリー          | 連載作品。単行本全3巻。                      |
| After the game,                                   | 別冊マーガレット       | 集英社                                   | 2016年9月号別冊ふろく『スポーツする君が好き!』                                   | （未収録）                | 読み切り作品。                               |
| 君とワンダーランド                                | 別冊マーガレット       | 集英社                                   | 2017年7月号 - 2018年5月号                                                        | 君とワンダーランド        | 連載作品。単行本全3巻。                      |
| 君とワンダーランド ワンダフルな日常               | 別冊マーガレット       | 集英社                                   | 2017年8月号別冊ふろく『BETSUMA SPIN-OFF』                                        | 『君とワンダーランド』1巻 | スピンオフ作品。                             |
| かわいい佐藤くん                                  | 別冊マーガレット       | 集英社                                   | 2018年7月号                                                                      | （未収録）                | 読み切り作品。                               |
| ただしいマコトちゃん                              | 別冊マーガレット       | 集英社                                   | 2019年5月号                                                                      | （未収録）                | 読み切り作品。                               |
| Doする?Doする!コロナ対策                          | -                      | 北海道庁                                 | -                                                                                | （未収録）                | 新型コロナウイルス対策に関するパンフレット。 |
| ロマンティック・ダーク                            | eBookJapan             | 株式会社イーブックイニシアティブジャパン | 2021年9月20日配信 - 2022年9月19日配信                                            | （未収録）                | 原作：白土夏海、隔週連載作品、全24話。       |
| その先のボクら                                    | ザ マーガレット        | 集英社                                   | 2022年冬号                                                                       | （未収録）                | 読み切り作品。                               |
| あざとくて何が極悪なの?                           | マンガMee              | 集英社                                   | 2023年1月23日配信 - 連載中                                                       | （未収録）                | 線画担当。 原作：保木本佳子 仕上げ：鈴木はる |
| 桐島学園生徒会執行部                              | FEEL YOUNG             | 祥伝社                                   | 2023年6月号 - 連載中                                                             | （未収録）                | 原作：町田粥。                               |
| あの子はあひるのこ                                | 別冊マーガレット       | 集英社                                   | 2025年8月号                                                                      | （未収録）                | 原作：河原和音。読み切り作品。               |

### イラストレーション
| 作品名                               | 掲載誌                          | 出版社〈レーベル〉 | 掲載号/初版発行年月日（奥付）                  | 収録単行本 | 備考                                     |
| ------------------------------------ | ------------------------------- | ------------------ | ---------------------------------------------- | ---------- | ---------------------------------------- |
| ビアンカちゃんの、とある休日         | 別冊マーガレット増刊 『bianca』 | 集英社             | 2012年6月号（創刊号）                          | （未収録） | 文：豊島ミホ、写真：白川青史。           |
| 著：嶽本野ばら『十四歳の遠距離恋愛』 |                                 | 〈集英社文庫〉     | 2013年5月25日初版発行                          |            | 表紙イラスト。 ISBN 978-4-08-745070-5    |
| （タイトルなし）                     | 別冊マーガレット                | 集英社             | 2015年1月号別冊ふろく『moi!』Vol.11            | （未収録） | 表紙イラスト。                           |
| （タイトルなし）                     | 別冊マーガレット                | 集英社             | 2016年8月号別冊ふろく『夏の恋しよう!』         | （未収録） | 表紙イラスト。                           |
| （タイトルなし）                     | 別冊マーガレット                | 集英社             | 2016年9月号別冊ふろく『スポーツする君が好き!』 | （未収録） | 表紙イラスト。                           |
| （タイトルなし）                     | 別冊マーガレット                | 集英社             | 2019年4月号別冊ふろく『世界で一番大嫌い!!!!』  | （未収録） | 表紙イラスト。                           |
| （タイトル不明）                     | 週刊ファミ通                    | Gzブレイン         | 2019年8月1日号（2019年7月18日発売）            | （未収録） | 『スプラトゥーン2』2周年お祝いイラスト。 |

### 書誌情報
| 出版順 | 書籍名                 | 出版社〈レーベル〉                                               | 巻数 | 発売日         | 収録内容                                                          | ISBN                   | 備考                                                    |
| ------ | ---------------------- | ---------------------------------------------------------------- | ---- | -------------- | ----------------------------------------------------------------- | ---------------------- | ------------------------------------------------------- |
| 1      | マシカク・ロック       | 集英社〈マーガレットコミックス〉                                 | -    | 2011年7月25日  | （漫画作品参照）                                                  | ISBN 978-4-08-846679-8 | 初コミックス。                                          |
| 2      | 星屑クライベイビー     | 集英社〈マーガレットコミックス〉                                 | -    | 2012年9月25日  | （漫画作品参照）                                                  | ISBN 978-4-08-846832-7 |                                                         |
| 3      | 花と落雷               | 集英社〈マーガレットコミックス〉                                 | 1    | 2013年1月25日  |                                                                   | ISBN 978-4-08-846883-9 | 全2巻。                                                 |
| 3      | 花と落雷               | 集英社〈マーガレットコミックス〉                                 | 2    | 2013年5月24日  |                                                                   | ISBN 978-4-08-845048-3 | 全2巻。                                                 |
| 4      | ぼくらのゆくえは       | 集英社〈マーガレットコミックス〉                                 | -    | 2013年11月25日 | （漫画作品参照）                                                  | ISBN 978-4-08-845135-0 |                                                         |
| 5      | ステラとミルフイユ     | 集英社〈マーガレットコミックス〉                                 | 1    | 2014年4月25日  |                                                                   | ISBN 978-4-08-845197-8 | 全3巻。                                                 |
| 5      | ステラとミルフイユ     | 集英社〈マーガレットコミックス〉                                 | 2    | 2014年8月25日  |                                                                   | ISBN 978-4-08-845257-9 | 全3巻。                                                 |
| 5      | ステラとミルフイユ     | 集英社〈マーガレットコミックス〉                                 | 3    | 2015年3月25日  |                                                                   | ISBN 978-4-08-845364-4 | 全3巻。                                                 |
| 6      | ハンキー・ドリー       | 集英社〈マーガレットコミックス〉                                 | 1    | 2016年3月25日  |                                                                   | ISBN 978-4-08-845543-3 | 全3巻。                                                 |
| 6      | ハンキー・ドリー       | 集英社〈マーガレットコミックス〉                                 | 2    | 2016年8月25日  |                                                                   | ISBN 978-4-08-845625-6 | 全3巻。                                                 |
| 6      | ハンキー・ドリー       | 集英社〈マーガレットコミックス〉                                 | 3    | 2017年1月25日  |                                                                   | ISBN 978-4-08-845704-8 | 全3巻。                                                 |
| 7      | 君とワンダーランド     | 集英社〈マーガレットコミックス〉                                 | 1    | 2017年9月25日  | 『別冊マーガレット』2017年7月号 - 9月号 他2篇収録（漫画作品参照） | ISBN 978-4-08-845824-3 | 全3巻。                                                 |
| 7      | 君とワンダーランド     | 集英社〈マーガレットコミックス〉                                 | 2    | 2018年2月23日  | 『別冊マーガレット』2017年10月号 - 2018年1月号                    | ISBN 978-4-08-845894-6 | 全3巻。                                                 |
| 7      | 君とワンダーランド     | 集英社〈マーガレットコミックス〉                                 | 3    | 2018年6月25日  | 『別冊マーガレット』2018年2月号 - 5月号                           | ISBN 978-4-08-844040-8 | 全3巻。                                                 |
| 8      | ロマンティック・ダーク | 株式会社イーブックイニシアティブジャパン〈ebookjapanコミックス〉 | 1    | 2022年8月26日  | 第1話 - 第12話                                                    |                        | 原作：白土夏海 漫画：渡辺カナ 全2巻（電子書籍のみ。）。 |
| 8      | ロマンティック・ダーク | 株式会社イーブックイニシアティブジャパン〈ebookjapanコミックス〉 | 2    | 2022年12月30日 | 第13話 - 第24話                                                   |                        | 原作：白土夏海 漫画：渡辺カナ 全2巻（電子書籍のみ。）。 |

## 関連人物
- 藤井明美[3][4] - デビュー時の特別審査員。